# 你好，陌生人
《你好，陌生人》是2010年一部泰国爱情喜剧片，由班庄·比辛达拿刚执导，辰塔维·塔纳西维和努娜·能提妲·索彭主演。影片讲述两名泰国年轻人在韩国旅行中相遇相识，在互不知道姓名的情况下相爱。本片上映后票房过亿泰铢，成为继《小情人》和《下一站，说爱你》后，第三部票房过亿泰铢的泰国本土电影。